# Sello del estado de Oregón
El sello del estado de Oregón es el emblema oficial de Oregón, Estados Unidos. Fue diseñado por Harvey Gordon en 1857, 2 años después que Oregón fue admitido a la Unión. El sello fue precedido por el Sello del Salmón del Gobierno Provisional y el Sello del Territorio de Oregón. El Escudo Estatal fue por mandato del Artículo VI de la Constitución de Oregón.

## Escudos históricos
El primer sello de Oregón fue creado durante el gobierno provisional que funcionó desde 1843 hasta 1849. Ese gobierno utilizó el sello del salmón, un sello redondo con tres gavillas de grano y un salmón. El salmón estaba en el fondo, con Oregón en la parte superior. El salmón fue diseñado para simbolizar la industria pesquera y el grano para representar a la agricultura. Diseñado para ser neutral en cuanto a la cuestión de Oregón, y si los EE. UU. o Gran Bretaña en última instancia, controlaban la región; el sello fue usado hasta cuando el territorio de Oregón fue creado y el gobierno territorial llegó en 1849.
Con la llegada del gobernador Joseph Lane en 1849 el gobierno tomó el control territorial de la región. Ese año el gobierno adoptó un nuevo sello con un lema y una variedad de motivos. En el centro está una embarcación a vela utilizada para representar el comercio, y sobre él hay un castor para simbolizar el comercio de pieles que se destacó a principios de la historia de Oregón. A la izquierda de la nave está un nativo americano y a la derecha un águila. Sobre el castor en una pancarta está el lema en latín, Alis Volat Propriis, cuya traducción en español significa “Ella vuela con sus propias alas”. A lo largo del perímetro están cinco estrellas en la parte inferior y el sello del Territorio de Oregón en la parte superior.
En 1857, la Convención Constitucional de Oregón se celebró en la capital de Salem donde los delegados redactaron una constitución para prepararse para la estadidad y aprobar un nuevo sello a utilizarse una vez se lográse la condición de Estado. La convención nombró a Benjamin F. Burch, La Fayette Grover, y James K. Kelly para diseñar un nuevo sello. Una propuesta de un sello de Harvey Gordon se usó con la adición de un alce añadido por el comité. El uso comenzó después de que Oregón se convirtió en el 33o estado el 14 de febrero de 1859, y el número de estrellas se incrementó a 33 desde la original 32 por la Asamblea Legislativa de Oregón (Minnesota se convirtió en estado en 1858).

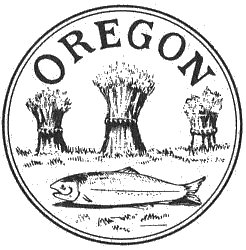
Sello Salmón
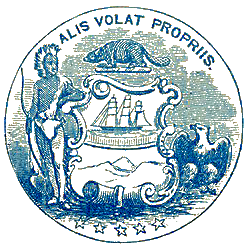
Sello Territorial
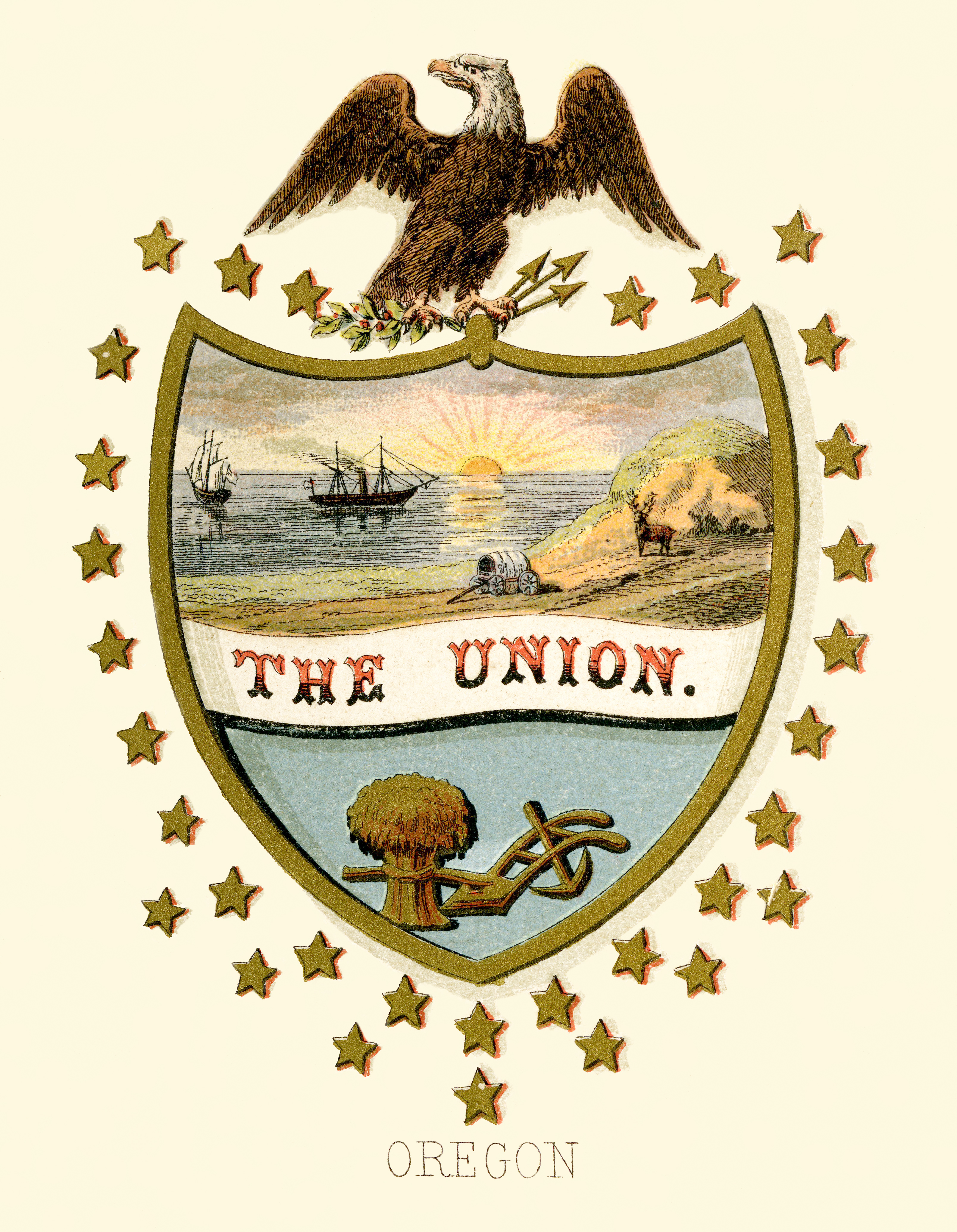
Escudo de armas del estado de Oregón (ilustrado, 1876)